# La Fugue de monsieur Perle
Pour plus de détails, voir Fiche technique et Distribution.
La Fugue de monsieur Perle est un film français réalisé par Pierre Gaspard-Huit et Roger Richebé, sorti en 1952.

## Synopsis
Boulanger de province, marié à l'acariâtre Juliette et flanqué d'un cousin par alliance parasite et odieux: Norbert, Bernard Perle est appelé à Paris pour toucher un héritage. À la tour Eiffel, il rencontre Maud, « fausse suicidée », qu'il emmène à Deauville, où il se ruine pour elle. Maud s'enfuit avec le reste de l'héritage et Perle simule l'amnésie pour n'avoir aucune explication à donner à Juliette. Interné et vivant de multiples aventures, il sera finalement récupéré par Juliette qui, ayant compris la leçon, chassera le cousin indésirable et dorénavant cajolera son petit mari.

## Fiche technique
- Titre : La Fugue de monsieur Perle
- Réalisation : Pierre Gaspard-Huit et Roger Richebé, assisté de William Magnien
- Supervisé par Roger Richebé
- Scénario : Loïc Le Gouriadec
- Adaptation : Roger Richebé
- Dialogue : Marc-Gilbert Sauvajon
- Photographie : Jean Bachelet
- Opérateur : René Ribaud, assisté de Pierre Bachelet
- Montage : Yvonne Martin
- Musique : Henri Verdun
- Décors : Robert Dumesnil, assisté de Jacques Brizzio
- Son : Louis Kieffer
- Photographe : Marcel Combes
- Tournage du 7 juillet 1952 au 9 août 1952 dans les studios de Neuilly
- Société de production : Les Films Roger Richebé
- Pays de production :  France
- Langue de tournage : Français
- Format : Noir et blanc — 35 mm — 1,37:1 — Son : Mono
- Genre : Comédie
- Durée : 100 minutes (1 h 40)
- Date de sortie : 
  - France : 12 décembre 1952
- Affiche : Clément Hurel (France)

## Distribution
- Noël-Noël : M. Bernard Perle, boulanger à Meung-sur-Loire
- Arlette Poirier : Maud, la "fausse suicidée" de la Tour Eiffel
- Marie Glory : Juliette Perle, la femme de Bernard
- Gaston Orbal : Norbert, le cousin "parasite" de Juliette
- Simone Paris : Béatrice Dupont-Vallier, une amnésique
- Jean Galland : le docteur Briquet, psychiatre
- Jean Toulout : Adrien Bontoux
- Paul Amiot : le commissaire de police
- Paul Faivre : le cafetier de Meung-sur-Loire
- Jean Barrère : l'interne
- Paul Ville : le facteur
- Eugène Yvernes : maître Joseph Corbin, notaire
- Marcel Rouze : un habitué du bistrot de Meung-sur-Loire
- Jean Daurand : le laveur de carreaux de l'hôpital psychiatrique
- Marcel Delaitre : le bistrot de Romainville
- Sophie Mallet : la bonne du curé
- Charles Lemontier : le médecin
- Georgette Anys : La patronne du bistrot de Romainville
- Luce Fabiole : Mme Fournier
- Louis de Funès : le fou qui pêche dans un lavabo
- Robert Seller : le docteur Berthier
- Jean Clarieux : un cheminot de la S.N.C.F.
- Emile Riandreys : un cheminot de la S.N.C.F.
- Max Mégy : le serveur de l'hôtel à Deauville
- Grégoire Gromoff : un homme au bistrot de Romainville
- André Carnège : Albert Masson, le masseur de Juliette
- Gabriel Gobin : un homme au bistrot de Romainville
- René Hell : le contrôleur S.N.C.F.
- Robert Le Fort : le barman de la Tour Eiffel
- Robert Moor : l'autre docteur du train
- Pierre Duncan : le typographe
- Robert Mercier : un agent
- Georges Sellier